# باشگاه فوتبال بارو
باشگاه فوتبال بارو (به انگلیسی: Barrow Association Football Club) یک باشگاه فوتبال در شهر بارو این فرنس، کشور انگلستان است که در سال ۱۹۰۱ میلادی تأسیس شده‌است.